# Rózsásarcú papagáj
A rózsásarcú papagáj (Pyrilia pulchra) a madarak osztályának papagájalakúak (Psittaciformes) rendjébe, a papagájfélék (Psittacidae) családjába és az araformák (Arinae) alcsaládjába tartozó faj.

## Rendszerezése
A fajt Hans von Berlepsch német ornitológus írta le 1897-ben, a Pionopsitta nembe Pionopsitta pulchra néven. Egyes szervezetek jelenleg is ide sorolják. Sorolták a Gypopsitta nembe Gypopsitta pulchra néven is.

## Előfordulása
Dél-Amerika északnyugati részén, Ecuador és Kolumbia területén honos. Természetes élőhelyei a szubtrópusi vagy trópusi síkvidéki és hegyi esőerdők, valamint ültetvények és másodlagos erdők. Állandó, nem vonuló faj.

## Megjelenése
Átlagos testhossza 23 centiméter.

## Természetvédelmi helyzete
Az elterjedési területe nagyon nagy, egyedszáma pedig stabil. A Természetvédelmi Világszövetség Vörös listáján nem fenyegetett fajként szerepel.